# فرح نوش
فرح نوش مصورة صحفية حائزة على جائزة العراقيون الكنديون. وُلدت ونشأت بكندا.ظهرت في CNN الشرق الأوسط داخل قسم «شخص يجب عليك معرفته»، الذي يكشف عن اشخاص مختلفة وتأثيرها علي المنطقة.عُرضت أعمالها عن الصراع العراق في معارض بالولايات المتحدة والمملكة المتحدة. هي عضو بنقابة المصورين الدولية.
فرح نوش: حاصلة على جائزة كمصورة صحفية، عراقية وكندية الجنسية، ولدت وترعرعت في كندا. لقد ظهرت على CNN من خلال قسم الشرق الأوسط «شخص يجب معرفته»، والذي يستكشف شخصيات مختلفة ومؤثرة على المنطقة. أعمالها عن النزاع العراقي عرضت في بعض المعارض في الولايات المتحدة والمملكة المتحدة. هي عضو في رابطة المصوريين ذوات الانفتاح العالمي.

## حياتها
التحقت بجامعة كولومبيا البريطانية لدراسة الجغرافيا للحصول على البكالوريوس في 1998، وبعد ذلك باشرت دراسة ديبلوما في التصوير الصحفي بالأكاديمية الغربية للتصوير في فيكتوريا عام 2002، تقيم فرح الآن بنيويورك.
على الرغم من كونها عراقية، فلم تواتيها الفرصة لمعرفة عائلتها قبل الحرب. فعندما اندلعت حرب أمريكا-العراق في 2003، قررت ان تترك مجمع صحافيين الغرب وتعيش مع عائلتها ببيت صغير غرب بغداد. وبالتالي لم تكن على دراية بما تحدثه الحرب خارج منطقتها. ومن ثم فقانت بتغطية أحداث الجبهتين (جيش مواطني العراق، والجيش الأمريكي).

## أعمالها
رسالة نوش في عملها هي أن تبرز أثر الحرب على الإنسانية. إنتقلت إلى العراق لتتابع العمل الحر كمصورة صحفية ضمن مجموعة ضغيرة من صحغيي الغرب عام 2002 وحينذاك كان صدام حسين لايزال في السلطة، بعد ذلك ظهرت في في بعض الصحف مثل (نيويورك تايمز، الجاردين، زا اندبندنت، زا تايمز، ماري كلار، زا جلوب & ميل، ناشونال بوست، وتورونتو ستار). منذ بدء حرب العراق 2003، كانت في زيارة دائمة للعمل مع الجبهتين)
في 2005، نوش باشرت مشروع تصوير في كندا وألاسكا، موثقة من تبقى من ناطقي لغة«هايدة». في 2011 متحف «حايدة جاوي» تبنى عرض هذا المشروع.
في 2006، الوضع الأمني للعراق إزداد سوئا، الأمر الذي ادى إلى قلة الدعم لمشروعاتها في بغداد. بعد ذلك قامت بعمل مشروع (سافرت انحاء بغداد لتغطية أخبار من تأثروا بالحرب بشكل مباشر) الذي منحت عليه جائزة (نادي الصحافة بالخارج للتصوير).
بدأت في كتابة التقارير عن أزمة لاجئي العراق في دمشق عام 2008.
إلى جانب عملها بالعراق، قات أيضا بالتصوير في أفغانستان، إسرائيل، فلسطين، باكيستان، سوريا، لبنان وأماكن أخرى.
على غلاف مجلة «تايم ماجازين» الصورة التي إالتقطتها لطفل عراقي. في مارس 2005 مقاطعة الأخبار للصور إختارت فرح ضمن ثلاثين مصور صاعدين. كما أنها عضو رابطة المصورين ذوات الانفتاح العالمي.

## المعارض
- هذا الذي يجعلنا حايدة- لغة الحايدة، مارس-سبتمبر 2012، معرض «بيل ريد»، بفانكوفر
- حديقة ستانلي بعد عاصفة 2006، ديسمبر 2011-مارس 2012، معرض «تك»، جامعة سيمون فرازر، فانكوفر
- هذا الذي يجعلنا حايدة-لغة حايدة، يوليو- أكتوبر 2011، معرض حايدة جاوي
- انفجار، مارس 2009، معرض إقليم الفراغ للفنون الجميلة «التصوير»، مركز دبي المالي العالمي، دبي
- الحرب والدواء، نوفمبر 2008- فبراير 2009، مجموعة Wellcome، لندن، المملكة المتحدة
- شاهدة: خسائر الحرب، سبتمبر- أكتوبر 2008، معرض ستيفين كوهين، لوس انجلوس، كاليفورنيا.[8]

## الجوائز
- 2007: نادي الصحافة العالمي بأمريكا-المركز الأول عن التصوير، تايم ماجازين
- 2007: صور العام العالمية- المركز الثاني للتصوير لهذا العام
- 2007: صور العام العالمية، المركز الأول لغلاف مجلة، تايم ماجازين
- 2007: جمعية المصوريين الصحفيين المحليين- المركز الأول للوحة التسلسلية، نيويورك تايمز
- 2007: جمعية المصوريين الصحفيين المحليين-المركز الأول للوحة، تايم ماجازين
- 2007: جائزة نيكون راوي القصة عن صور مقاطعة
- 2007: رشحت من قبل المكز العالمي للتصوير لنيل جائزة التصوير الصحفي
- 2006: منحة التطوير من قبل مجلة الجغرافيا المحلية
- 2005: اخبار صور المقاطعة«30 تحت 30»، لإدارة المصورين تحت ال30.[9]

## حياتها
التحقت نوش بجامعة كولومبيا البريطانيةعام 1998 لدراسة الجغرافيا للحصول علي البكالوريوس، وفي عام 2002 حصلت علي دبلوم للتصوير الصحفي من الأكاديمية الغربية للتصوير الفوتوغرافي بفيكتوريا. تقيم فرح حالياً بمدينة نيويورك.
بالرغم من كون فرح نوش عراقية، إلا أنها لم تكن تعرف عائلتها بالعراق قبل الصراع.عند بداية الحرب بين الولايات المحدة والعراق عام 2003، قررت مغادرة مجمع الصحفيين الغربيين لتعيش في بيت صغير معزول غرب بغداد مع عائلتها.لذالك أمضت الحرب دون الشعور بما يحدث خارج المنطقة. بعد ذلك قامت بعمل تغطية لكلاً من العراقيون المدنيون والقوات العسكرية الأمريكية.

## أعمالها
تسعي نوش في عمالها أظهار تأثير الحرب علي الأنسانية. انتقلت 2002 للعمل كمصورة حرة في العراق خلال فترة حكم صدام حسين، مع عدد قليل من الصحفيين الغربين، ظهرت في عدة مجلات لايف، نيويورك تايمز، الغارديان، ذي إندبندت، ذي تايمز، ماري كلير، ذي غلبوبل اند ميل، ذي ناشنالبوست و تورنتو ستار.منذ بدأحرب العراق عام 2003، كان لها زيارات متكررة إلي العراق للعمل مع الجيش الأمريكي والمواطنين العراقيين.
في 2005 قامت نوش بمشروع تصوير فتوغرافي large format photography في كندا وألسكا، وتوثيق ما تبقى من المتحدثين بطلاقة اللغة هيدا. وفي عام 2011 تُوج هذا المشروع بمعرض واصلاق كتاب في متحف بهيدا.
و في عام 2006 بسبب نقص الأمن في العراق، لم يكن هناك دعم لمشاريعها داخل بغداد،
سافرت سراً حول بغداد لتسجيل حياة العراقيين المتأثرون بالحرب تأثير مباشر. فاز هذا العمل بجائزة النادي الصحفي لتصوير الفيتشر.
بدأت نقل أزمة اللاجئين العراقيين في دمشق عام 2008 .
بجانب عمالها في العراق، قامت بتصوير أفغانستان، إسرائيل، فلسطين، باكستان، سوريا، لبنان وغيرها.
أحد صورها لطفل عراقي ظهرت علي غلاف مجلة تايم. وفي عام 2005 اختارت (Photo District News (PDN فرح واحدة من أكبر ثلاثون مصور نشيء.بالإضافة الي عضويتها بنقابة المصورين الدولية.

## معارضها
- هذا ما يجعلنا هيدا - لغة هيدا، مارس إلى سبتمبر 2012، بيل ريد معرض فانكوفر
- ستانلي بارك بعد العاصفة عام 2006، ديسمبر 2011- مارس 2012، تيك معرض، SFU، فانكوفر
- هذا ما يجعلنا هيدا - لغة هيدا، يوليو-أكتوبر 2011، هيدا متحف Gwaii، هيدا Gwaii
- ضرب خارجا، مارس 2009، والربع الخالي للفنون الجميلة معرض التصوير الفوتوغرافي في مركز دبي المالي العالمي، دبي
- الحرب والطب، نوفمبر 2008 وفبراير عام 2009، ويلكوم مجموعة، لندن، المملكة المتحدة
- الشاهد: القتلى من الحرب، سبتمبر-أكتوبر 2008، معرض ستيفن كوهين لوس أنجلوس، كاليفورنيا[8]

## جوائزها
- 2007: في الخارج نادي الصحافة الأمريكية (opc)- المركز الأول لتصوير الفيتشر، مجلة تايم
- 2007: صورة العام الدولية (POYi)- المركز الثاني لمجلة فتوغرافر اوف ذي يبر
- 2007: POYi - المركز الأول لبورتره مجلة، مجلة تايم
- 2007: جمعية المصورين الوطني للصحافة (NPPA)- المركز الأول صورة مسلسل، صحيفة نيويورك تايمز
- 2007: NPPA - المركز الأول لبورتره، مجلة تايم
- 2007: جائزة صورة منطقة الأخبار رواة قصص نيكون
- 2007: ترشحت لجائزة ICP انفنتي للتصوير الصحفي
- 2006: مجلة ناشيونال جيوغرافيك غرانت التنمية
- 2005: صورة منطقة الأخبار «30 تحت 30»، رائد المصورين الدولي تحت الثلاثون [9]

## وصلات خارجية
- Official Site